# عبد الله البيشي (لاعب كرة قدم مواليد 2001)
عبد الله يحيى البيشي (مواليد 24 يونيو 2001) ، حارس مرمى كرة قدم سعودي يلعب في نادي اللواء.

## مسيرة اللاعب
مثل نادي الهلال في الفئات السنية وتم ضمه لقائة الفريق الأول في دوري أبطال آسيا 2020 . و لعب بعدها مع نادي الشعلة ونادي اللواء.